# Rambo – First Blood II
Rambo – First Blood II är en amerikansk actionfilm som hade biopremiär i USA den 22 maj 1985 och är uppföljaren till actionfilmen First Blood (1982) och del två i serien om Rambo.

## Handling
I filmen åker Rambo, som spelas av Sylvester Stallone, till Vietnam på ett specialuppdrag. Han måste ta sig djupt in i fiendeterritorium och ta bilder på ett läger och se om han hittar några krigsfångar.

## Om filmen
Rambo – First Blood II regisserades av George P. Cosmatos.

### Utmärkelser
- Golden Screen, vilket är ett filmpris för de största publiksuccéerna i Tyskland. 10 filmer fick pris detta år (1986).
- Razzie Award för Worst Picture
- Razzie Award för Worst Screenplay
- Razzie Award för Worst Actor (Sylvester Stallone)
- Razzie Award för Worst "Original" Song (Peace in Our Life)

Nomineringar:
- Oscar för Best Effects, Sound Effects Editing
- Razzie Award för Worst Supporting Actress (Julia Nickson)
- Razzie Award för Worst Director (George P. Cosmatos)
- Razzie Award för Worst New Star (Julia Nickson)

## Rollista (urval)
- Sylvester Stallone – John J. Rambo
- Richard Crenna – Col. Samuel Trautman
- Charles Napier – Marshall Murdock
- Steven Berkoff – Lt. Col. Podovsky
- Julia Nickson-Soul – Co Bao
- Martin Kove – Ericson
- George Cheung – Capt Vinh